# Ophiarachnella megalaspis
Ophiarachnella megalaspis är en ormstjärneart som beskrevs av Hubert Lyman Clark 1911. Ophiarachnella megalaspis ingår i släktet Ophiarachnella och familjen Ophiodermatidae. Inga underarter finns listade i Catalogue of Life.